# 麻薬・覚醒剤・大麻乱用防止運動
麻薬・覚醒剤・大麻乱用防止運動（まやく・かくせいざい・たいまらんようぼうしうんどう）は、厚生労働省と都道府県が主催する麻薬、覚せい剤等の乱用防止を目的とした全国的なキャンペーン。

## 趣旨・概要
1963年（昭和38年）より開始された取り組み。麻薬、覚せい剤、大麻、シンナー、違法ドラッグ（いわゆる脱法ドラッグ）等の薬物乱用による弊害を広く国民一般の方々に正しく認識してもらい、国民が一体となってこれに立ち向かう態勢を作り、もって薬物乱用による弊害の根絶を期することを目的としている。
1999年までは「麻薬・覚せい剤禍撲滅運動」、2000年～2011年は「麻薬・覚せい剤乱用防止運動」、2012年～2020年は「麻薬・覚醒剤乱用防止運動」の名称であったが、大麻乱用事件が増加していることから2021年より「麻薬・覚醒剤・大麻乱用防止運動」の名称となった。

## 実施期間
毎年10月1日から11月30日まで。
この運動とは別に、6月20日から7月19日まで「『ダメ。ゼッタイ。』普及運動」が実施されている。

## 実施機関等

### 主催
- 厚生労働省
- 都道府県

### 後援
- 警察庁
- こども家庭庁
- 法務省
- 最高検察庁
- 財務省税関
- 文部科学省
- 海上保安庁
- （財）麻薬・覚せい剤乱用防止センター

## 主な実施事項

### 政府による啓発活動
- 厚生労働省と都道府県の共催による麻薬・覚醒剤・大麻乱用防止運動地区大会の開催（後述）
- 政府広報等を通じた薬物乱用の危害についての全国的な広報・啓発
- 麻薬・覚せい剤乱用防止功労者の表彰
- 正しい知識を普及するためのポスター等の作成・配布

### 都道府県の主催による大会の開催
- 薬物乱用防止指導員大会
- 薬物乱用防止推進大会
- 薬物乱用防止街頭キャンペーンなど

## 麻薬・覚醒剤・大麻乱用防止運動地区大会
麻薬・覚醒剤・大麻乱用防止運動期間中に、全国的気運の盛り上がりを期するため、厚生労働省と開催地の都道府県が共催して行うイベント。
北海道・東北、関東信越、東海北陸、近畿、中国・四国、九州・沖縄の6地区それぞれの中の1県を持ち回りで開催している。厚生労働省主催のイベントから漏れた都道府県では、都道府県独自の主催でイベントを実施する場合もある。
| 年次                | 北海道・東北                                     | 関東信越                                         | 東海北陸                                         | 近畿                                             | 中国・四国                                       | 九州・沖縄                                       | 内容 |
| ------------------- | ------------------------------------------------ | ------------------------------------------------ | ------------------------------------------------ | ------------------------------------------------ | ------------------------------------------------ | ------------------------------------------------ | --- |
| 2015年 （平成27年） | 北海道 (千歳市)                                  | 神奈川県 (横浜市)                                | 岐阜県 (羽島市)                                  | 京都府 (京都市)                                  | 徳島県 (徳島市)                                  | 宮崎県 (宮崎市)                                  | 北海道：陸上自衛隊北部方面音楽隊によるコンサート 神奈川県：渡部陽一・小池美由によるトーク・ミニライブ 岐阜県：岐阜県内高校生徒による演奏 京都府：桧山進次郎らによるラジオ公開収録 徳島県：水谷修による講演 宮崎県：水谷修による講演                                                                                            |
| 2016年 （平成28年） | 山形県 (山形市)                                  | 東京都 (新宿区)                                  | 石川県 (金沢市)                                  | 大阪府 (大阪市)                                  | 広島県 (広島市)                                  | 熊本県 (熊本市) 沖縄県 (浦添市)                  | 山形県：やまがた愛の武将隊によるアトラクション 東京都：日本エレキテル連合によるトークセッション 石川県：手取亢龍若鮎組による演奏 大阪府：かまいたち、藤崎マーケット、学天即、見取り図、からし蓮根の漫才 広島県：大学生による薬物乱用防止教室等のデモンストレーション 熊本県：県内高校演劇部による上演 沖縄県：水谷修による講演 |
| 2017年 （平成29年） | 宮城県 (仙台市)                                  | 千葉県 (千葉市)                                  | 富山県 (富山市)                                  | 和歌山県 (和歌山市)                              | 香川県 (高松市)                                  | 佐賀県 (鳥栖市)                                  | 宮城県：伊達武将隊によるアトラクション 千葉県：藤江れいなによるトークセッション 富山県：富山ダルクリカバリークルーズによる演奏 和歌山県：杉山裕太郎による講演 香川県：水谷修による講演 佐賀県：嶋根卓也による講演 |
| 2018年 （平成30年） | 青森県 (青森市)                                  | 東京都 (新宿区)                                  | 愛知県 (名古屋市)                                | 兵庫県 (神戸市)                                  | 山口県 (防府市)                                  | 大分県 (大分市)                                  | 青森県：水谷修による講演 東京都：AMEMIYAによるアトラクション 愛知県：OS☆Uによるライブ・名古屋グランパス栄養アドバイザーによる講演 兵庫県：兵庫県立ピッコロ劇団による演劇 山口県：水谷修による講演 大分県：県内高校書道部による演技                                                                                             |
| 2019年 （令和元年） | 北海道 (函館市)                                  | 埼玉県 (さいたま市)                              | 静岡県 (掛川市)                                  | 京都府 (京都市)                                  | 愛媛県 (松山市)                                  | 鹿児島県 (鹿児島市)                              | 北海道：小川正人（北海道博物館）によるアイヌ文化紹介 埼玉県：内谷正文による一人体験劇、ペンギンズとのトークセッション 静岡県：県内高校生によるアトラクション 京都府：嶋根卓也による講演 愛媛県：水谷修による講演 鹿児島県：鹿児島実業高校新体操部によるアトラクション                                                          |
| 2020年 （令和2年）  | 新型コロナウイルスの影響により、全国的に開催中止 | 新型コロナウイルスの影響により、全国的に開催中止 | 新型コロナウイルスの影響により、全国的に開催中止 | 新型コロナウイルスの影響により、全国的に開催中止 | 新型コロナウイルスの影響により、全国的に開催中止 | 新型コロナウイルスの影響により、全国的に開催中止 | 新型コロナウイルスの影響により、全国的に開催中止 |
| 2021年 （令和3年）  | 中止                                             | 東京都 (新宿区)                                  | 中止                                             | 兵庫県 (西宮市)                                  | 中止                                             | 中止                                             | 東京都：山田ルイ53世によるトークセッション 兵庫県：藤野彰による講演 開催された2か所とも一般来場受付は行わず、動画配信の形式とした。 |
| 2022年 （令和4年）  | 岩手県                                           | 神奈川県                                         | 石川県 (金沢市)                                  | 京都府                                           | 島根県                                           | 福岡県                                           | 岩手県：LIPS DANCE SCHOOLによるダンスステージ 神奈川県：小林桜児らによるパネルディスカッション 石川県：県内高校生によるコンサート 京都府：地元高校生・大学生によるワークショップ 島根県：水谷修による講演 福岡県：水谷修による講演 石川県以外の5か所は一般来場受付は行わず、動画配信もしくはオンライン会議の形式とした。       |
| 2023年 （令和5年）  | 山形県 (山形市)                                  | 東京都 (新宿区)                                  | 富山県 (富山市)                                  | 大阪府 (大阪市)                                  | 高知県 (高知市)                                  | 宮崎県 (宮崎市)                                  | 山形県：やまがた愛の武将隊によるアトラクション 東京都：ぱーてぃーちゃんとのパネルディスカッション 富山県：水谷修による講演 大阪府：アキナ・さや香・からし蓮根による漫才、吉本新喜劇座員のコント（吉村洋文知事もコントに出演） 高知県：高知東生による講演 宮崎県：今井美恵子による書道パフォーマンス                            |
| 2024年 （令和6年）  | 北海道 (旭川市)                                  | 千葉県 (千葉市)                                  | 愛知県 (名古屋市)                                | 兵庫県 (神戸市)                                  | 鳥取県 (鳥取市)                                  | 熊本県 (熊本市)                                  | 北海道：水谷修による講演 千葉県：おかずクラブ・ジェラードン・インポッシブル・OWVによるコント 愛知県：OS☆Uによる撲滅宣言・愛知県警察音楽隊によるコンサート 兵庫県：VTuber九十九みなによる講演・田畑実和によるコンサート 鳥取県：地元高校生による書道パフォーマンス 宮崎県：書道パフォーマンス                                   |